# El Tejar (Veracruz)
El Tejar es una localidad del estado mexicano de Veracruz. Es parte del municipio de Medellín de Bravo.

## Demografía
| Gráfica de evolución demográfica |
|                                  |

| Censo | Población |
| ----- | --------- |
| 1921  | 919       |
| 1930  | 962       |
| 1940  | 654       |
| 1950  | 1 438     |
| 1960  | 1 633     |
| 1970  | 2 521     |
| 1980  | 4 754     |
| 1990  | 7 754     |
| 1995  | 9 877     |
| 2000  | 10 288    |
| 2005  | 10 494    |
| 2010  | 11 168    |
| 2020  | 11 144    |